# Lou Jan (autrice)
Œuvres principales
- Sale Temps
- La Machine à aimer
- Un corps d’avance

Lou Jan, née le 7 février 1973, est une autrice française de nouvelles et de romans de science-fiction.

## Biographie
Lou Jan naît le 7 février 1973dans une famille amatrice d'écriture. Passionnée de livres et de films de science-fiction depuis sa jeunesse, elle commence sa carrière d'autrice en 2015 tout en menant une activité de cadre en entreprise puis d'entrepreneure dans la région grenobloise, dans laquelle elle réalise des business plans pour des entreprises innovantes. Son pseudonyme d'autrice est emprunté à ses deux grands-mères.

## Œuvre
Lou Jan commence sa carrière d'autrice en 2015 grâce à la mise en avant de son manuscrit à l'occasion du speed-dating du salon des Imaginales. L'ouvrage Sale Temps met en scène un champion de ski qui peut arrêter les chronomètres pour gagner des courses. Ce roman est le premier volet d'un triptyque sur la vie et les ressources clés. Le deuxième ouvrage de cette série, La Machine à aimer, suit la fuite d'une gynoïde qui a échappé à un génocide perpétré par les humains. Son dernier roman, Un corps d'avance, évoque un futur transhumaniste où un "traitement garantit dix vies de bonne qualité, à la condition d’opérer un reset tous les 75 ans". 
Ses thématiques favorites gravitent autour de l’amour, du temps, du genre et de la tolérance et trouvent leur place au sein d'une œuvre « plus douce et plus philosophique, loin des clichés » de la science-fiction traditionnelle. Son style est qualifié de « tranchant, à bases de phrases resserrées ». Lou Jan est régulièrement qualifiée d'autrice optimiste. 
Lou Jan prend part régulièrement à des tables rondes lors de festivals et d'événements autour des imaginaires, comme aux Utopiales, aux Imaginales,, aux Aventuriales, aux Intergalactiques, à Grésimaginaire ou encore lors du Mois de l'imaginaire.  

## Publications

### Romans
- Sale Temps, Pamiers, France, Rivière Blanche, 2015, 180 p. (ISBN 978-1-61227-388-4)
- La Machine à aimer, Rennes, CRITIC, 2023, 380 p. (ISBN 978-2-37579-277-3)
  - Réédité en version poche : La machine à aimer, Paris, J'ai lu, 2025, 224 p. (ISBN 978-2-290-41403-3)
- Un corps d’avance, Rennes, CRITIC, 2025, 290 p. (ISBN 978-2-37579-322-0)

### Nouvelles
- Self Défense, 2018 dans Dimension Paris, Tarzana, États-Unis, Rivière blanche, 2018, 300 p. (ISBN 978-1-61227-752-3)
- Une vieille chinoise, 2020 dans Dimension New York 3, Tarzana, États-Unis, Rivière blanche, 2020, 360 p. (ISBN 978-1-61227-952-7)

### Non fiction
- Préface de l'ouvrage Le Sanctuaire des âmes, Tarzana, États-Unis, Black Coat Press, 2024, 236 p. (ISBN 978-1-64932-320-0)